# Dirk de Loor
Dirk de Loor (Rotterdam, 11 oktober 1900 - Veenendaal 7 maart 1992) was een Nederlands politicus en onderwijzer.
Dirk de Loor was zeven jaar lid van de Provinciale Staten van Friesland. Daarnaast was hij vanaf 1948 lid van de Tweede Kamer voor de PvdA. Van 1953 tot 1965 was hij burgemeester van Delft. Vanaf 1955 combineerde hij dat met het lidmaatschap van de Eerste Kamer.
Nadat hij zijn loopbaan in de politiek had afgesloten, hield hij zich vooral bezig met orgel spelen en schilderen. Op drieëntachtigjarige leeftijd sloot hij bovendien met succes zijn studie pedagogiek af. De Loor overleed in 1992.
De vader van De Loor was een Rotterdams havenarbeider die omkwam tijdens de hongerwinter. Zijn zoon Chris de Loor was eerst burgemeester van Appingedam en daarna van Epe.
- Biografisch Portaal: 65190042
- Nederlandse Thesaurus van Auteursnamen: 241593875
- Parlement.com: vg09ll2zb4un
- Virtual International Authority File: 281987763
- WorldCat: E39PBJkMGWm3d3WTVh6Ttqr8YP